# 鍾健強
鍾健強（Chung Kin Keung，1986年1月9日—），是一個香港的足球員，擔任後衛。曾效力大埔聖約瑟、和富大埔及華家堡。

## 外部連結
- 香港足球總會網站球員資料 （页面存档备份，存于）